# 브라가현

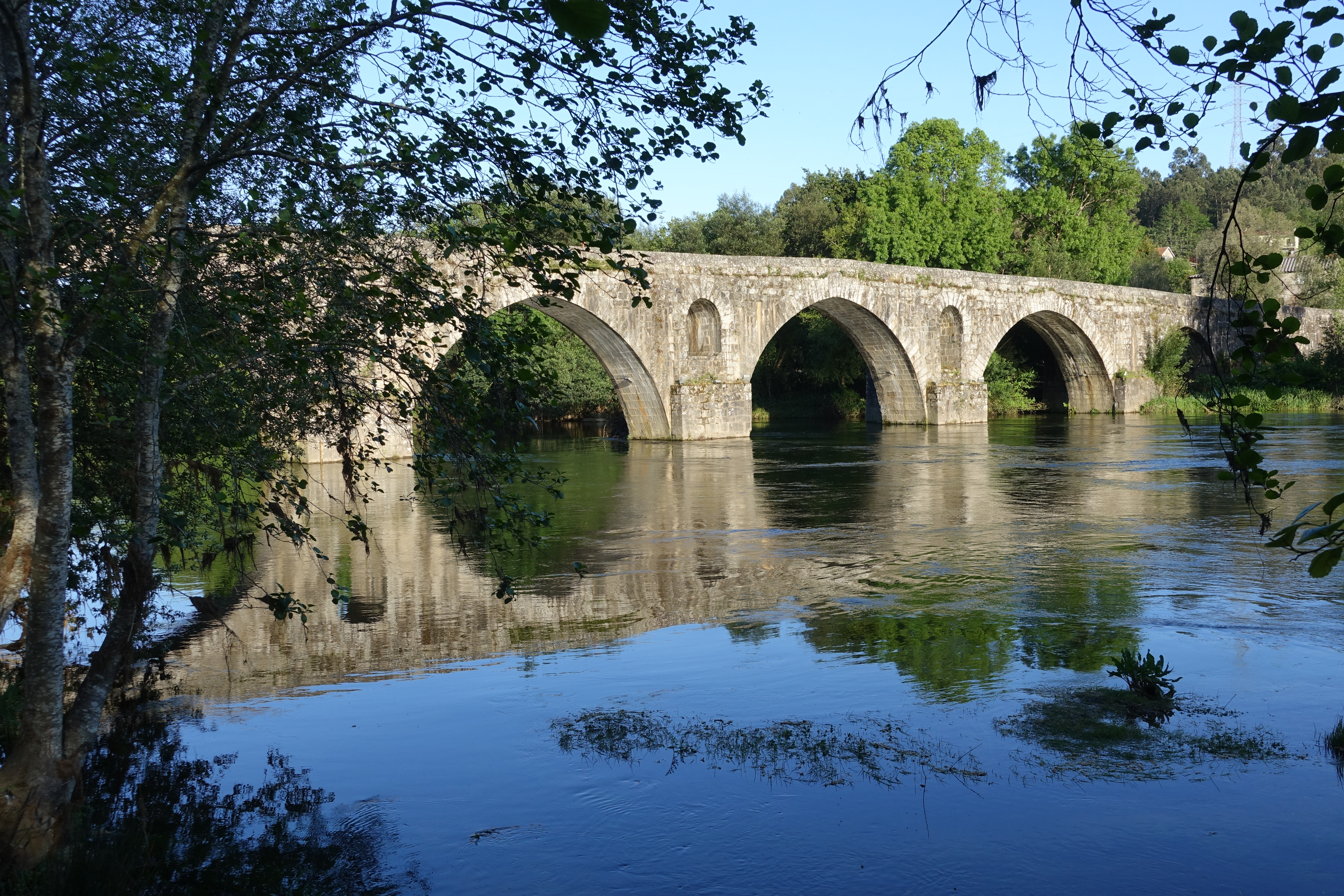

브라가현(포르투갈어: Distrito de Braga 디스트리투 드 브라가[*], IPA: [ˈbɾaɣɐ])은 포르투갈 노르트 지방에 위치한 포르투갈의 현이다. 현도는 브라가 시다.

## 자치단체
브라가 현은 14개 자치단체로 이뤄져 있다.
- 아마르스 (Amares)
- 바르셀루스 (Barcelos)
- 브라가 (Braga)
- 카베세이라드바스투 (Cabeceiras de Basto)
- 셀로리쿠드바스투 (Celorico de Basto)
- 이스포젠드 (Esposende)
- 파프 (Fafe)
- 기마랑이스 (Guimarães)
- 포보아드라뇨주 (Póvoa de Lanhoso)
- 테하스드보루 (Terras de Bouro)
- 비에이라두미뉴 (Vieira do Minho)
- 빌라노바드파말리상 (Vila Nova de Famalicão)
- 빌라베르드 (Vila Verde)
- 비젤라 (Vizela)